# اندیس بن درهترا
بن درهترا یک اندیس فلزی است که در حوالی شهر سردونیه استان کرمان قرار دارد و مادهٔ معدنی موجود در آن، مولیبدنیت است.  